# Um Namorado Para Minha Mulher
Um Namorado Para Minha Mulher é um filme de comédia brasileiro de 2016 dirigido por Júlia Rezende a partir de um roteiro da própria diretora em associação com Lusa Silvestre. Estrelado por Ingrid Guimarães, Caco Ciocler e Domingos Montagner, o filme foi lançado no Brasil em 1 de setembro de 2016 com distribuição da Downtown e Paris Filmes.
O filme foi recebido com críticas positivas pela crítica e teve um modesto sucesso em seu lançamento comercial. Registrou um público de mais de 650 mil espectadores e gerou uma receita de mais de R$ 9 milhoes, superando seu orçamento de R$ 5 milhões. Recebeu duas indicações da Academia Brasileira de Cinema ao Grande Otelo, de melhor roteiro adaptado e melhor ator para Domingos Montagner.

## Sinopse
Chico (Caco Ciocler) vive um relacionamento saturado pelas reclamações de sua esposa, Nena (Ingrid Guimarães). Depois de 15 anos de casamento, Chico não tem coragem de se separar. Então, ele decide seguir um conselho de seus amigos de contatar um amante para sua mulher, o sedutor Corvo (Domingos Montagner), na esperança que ele resolva seus problemas. 

## Elenco
- Ingrid Guimarães como Nena
- Caco Ciocler como Chico
- Domingos Montagner como Corvo
- Miá Mello como Graça
- Paulo Vilhena como Gastão
- Marcos Veras como Veloso
- Letícia Colin como Mariana
- Paulinho Serra como Kiko
- Antônio Petrin como Lobo
- Mayara Constantino como Lê
- Marcelo Laham como Raca
- Samya Pascotto como Ju

## Produção
O filme é uma adaptação do filme Un novio para mi mujer, longa argentino de 2008 que fez sucesso ao redor do mundo ganhando adaptações também na Itália, Coreia do Sul e México. Júlia Rezende, cineasta conhecida por seu trabalho em outras comédias românticas como Meu Passado Me Condena e Ponte Aérea, aceitou o convite dos produtores para dirigir o filme.
Ao lado de Lusa Silvestre, a diretora passou meses trabalhando em cima do roteiro argentino para que ele fosse adaptado à realidade e contexto brasileiros, assim como também trazer mais toques de comédia. A atriz Ingrid Guimarães, protagonista da trama, também ajudou no trabalho de adaptação. As gravações ocorreram inteiramente na cidade de São Paulo.

## Lançamento
O filme foi lançado diretamente no circuito comercial brasileiro a partir de 1 de setembro de 2016 com distribuição em parceria entre a Downtown Filmes e Paris Filmes em mais de 400 salas de cinemas do país.

## Recepção

### Bilheteria
O filme foi um modesto sucesso de bilheteria. Segundo dados da Ancine, durante sua exibição em 435 salas de cinema do Brasil, o filme registrou um público de aproximadamente 665.999 espetadores. Ao todo, Um Namorado para Minha Mulher gerou uma receita de R$ 9.028.755,59.

### Resposta da crítica
Um Namorado para Minha Mulher foi recebido com avaliações positivas entre os críticos especializados. No geral, o filme se destacou por apresentar um formato e enredo diferente do comum nas comédias nacionais. A performance de Ingrid Guimarães, uma das maiores atrizes dos filmes de comédias brasileiros, como a amarga Nena gerou críticas positivas. O personagem de Domingos Montagner, em um de seus últimos trabalhos no cinema, que possui toques soturnos aliado à comédia, também foi bastante elogiado. Por seu trabalho no filme, o ator foi indicado pela Academia Brasileira de Cinema ao Grande Otelo de melhor ator.
Escrevendo para o website CinePOP, Renato Marafon avaliou o filme como "desprentensioso, divertido e moderno, que faz jus às comédias hollywoodianas e prova que o cinema nacional tem evoluído bastante na qualidade de suas produções." Do Gazeta do Povo, Anderson Gonçalves elogiou o desempenho do elenco, dizendo: "Contrariando a tendência dos remakes, o brasileiro consegue ser melhor que o argentino. Principalmente por conta do elenco. Ingrid Guimarães [...] vive Nena, [...] casada com o abobalhado Chico, interpretado por Caco Ciocler. Mas quem rouba a cena é Domingos Montagner...".
"Um Namorado para Minha Mulher diverte, mas não deve fazer ninguém morrer de rir. Quem espera uma comédia escrachada ou histérica como tantas que vemos por aí pode ter uma grande decepção.", disse Rodrigo de Oliveira do site Papo de Cinema. Já Miguel Barbieri Jr., da revista Veja, ponderou: "Deu certo a adaptação brasileira da comédia romântica argentina "Um Namorado para Minha Esposa", de 2008. [...] O humor ácido e demolidor de Nena, assim como no original, dribla a mesmice."

### Prêmios e indicações
| Ano  | Prêmio                             | Categoria               | Indicado                       | Resultado | Ref.  |
| ---- | ---------------------------------- | ----------------------- | ------------------------------ | --------- | ----- |
| 2017 | Grande Prêmio do Cinema Brasileiro | Melhor Ator             | Domingos Montagner             | Indicado  | [ 4 ] |
| 2017 | Grande Prêmio do Cinema Brasileiro | Melhor Roteiro Adaptado | Lusa Silvestre e Júlia Rezende | Indicado  | [ 4 ] |